# Meerane
Meerane (česky zastarale Morany) je město v zemském okrese Cvikov v německé spolkové zemi Sasko. Nachází se přibližně mezi městy Chemnitz a Gera. Má přibližně 14 tisíc obyvatel.

## Historie
V lednu roku 1174 zemřel na zdejším hradě Mare český král Vladislav II.; sídlo náleželo ke statkům jeho druhé manželky Judity Durynské a Vladislav se sem uchýlil na podzim roku 1173 poté, co předal vládu v Čechách svému synovi. Této události také Meerane vděčí za první písemnou zprávu o své existenci. Roku 1361 bylo místo označeno jako Oppidum de Mare a roku 1405 zmíněno jako městečko. Během následujících období bylo kolem legendárního hradu vznikající osídlení označováno různými názvy: Mehir, Mera či Mherann, před rokem 1853 byl úředně ustanoven název Meerane.
V 19. století došlo k rychlé industrializaci, která navázala na podomácké tkalcovství, jehož počátky lze spatřovat v roce 1612, kdy do města přišli tkalci z Nizozemí. Meerane se stalo důležitým centrem výroby vlněných a smíšených tkanin. Rovněž se zde nacházel související průmysl: barvírny, koželužství a továrny na stroje. Roku 1876 pracovalo ve městě 2500 tkalcovských stavů.
Roku 1858 byla otevřena státní železniční trať Glauchau – Gößnitz.

## Pamětihodnosti
- Ve městě se nachází několik parků: Wilhelm-Wunderlich Park, Annapark, Schillerpark.
- Radnice postavená v roce 1727.
- Luteránský kostel svatého Martina poprvé písemně zmiňovaný v roce 1314.